# 2023年オーストラリアグランプリ
2023年オーストラリアグランプリ（英:  2023 Australian Grand Prix）は、2023年のF1世界選手権の第3戦として、2023年4月2日にアルバート・パーク・サーキットにて開催。
正式名称は「Formula 1 Rolex Australian Grand Prix 2023」。

## 背景
タイヤ
ピレリが持ち込んだドライ用タイヤのコンパウンドはハード（白）：C2、ミディアム（黄）：C3、ソフト（赤）：C4のソフト寄りの組み合わせ。提供されるセット数はハード2、ミディアム3、ソフト8。
| ドライ用   | ドライ用       | ドライ用   | ウェット用           | ウェット用   |
| C2         | C3             | C4         | インターミディエイト | フルウェット |
| ---------- | -------------- | ---------- | -------------------- | ------------ |
| （ハード） | （ミディアム） | （ソフト） | （小雨用）           | （大雨用）   |
DRS：4箇所※（　）内は検知ポイント
- DRS1：マーシャルライトNo.11より130m先から（ターン6から40m先）
- DRS2：ターン10より100m先から（DRS1と同様）
- DRS3：ターン14より30m先から（ターン13より90m手前）
- DRS4：ターン2より30m先から（DRS3と同様）

## フリー走行
FP1
2023年3月31日 12:30 AEDT(UTC+11)
トップはマックス・フェルスタッペン、2番手にルイス・ハミルトン、3番手にセルジオ・ペレスが続いた。GPSシステムにトラブルが発生しコース上での渋滞が発生。この状況下は危険と判断され10分間の中断された。また、ローガン・サージェントがトラブルによりマシンを停めたことでもセッションが中断した。
FP2
2023年3月31日 16:00 AEDT(UTC+11)
トップはフェルナンド・アロンソ、2番手はシャルル・ルクレール、3番手はフェルスタッペン。セッションの半分を過ぎた頃に雨が降り出しウェットコンディションとなった。ニック・デ・フリースはトラブルにより、周回を重ねられず8周に留まった。
FP3
2023年4月1日 12:30 AEDT(UTC+11)
トップはフェルスタッペン、2番手にアロンソ、3番手にエステバン・オコンが続いた。濡れた路面と低い路面温度により、何台もコースアウトする場面が見られた。ペレスはリアサスペンションにトラブルをかかえ、セッション開始20分はガレージに留まった。コースインしたものの、何度もタイヤをロックアップさせコースアウトしセッションは6番手で終えた。

## 予選
2023年4月1日 16:00 AEDT(UTC+11)（文章の出典）
ポールはマックス・フェルスタッペンで通算22回目の獲得。2番手にジョージ・ラッセル、3番手にルイス・ハミルトンが続いた。
Q1ではFP3で度々コースアウトしていたセルジオ・ペレスがターン3で再びコースアウトし、グラベルから脱出が出来ずに予選を終えた。その他にはマクラーレン、ウィリアムズが1台ずつとアルファロメオ勢が敗退した。Q2ではアレクサンダー・アルボン、ピエール・ガスリー、ニコ・ヒュルケンベルグが今期初のQ3へ進出した。

### 予選結果
| 順位                | No. | ドライバー                 | コンストラクター                        | Q1       | Q2       | Q3       | Grid |
| ------------------- | --- | -------------------------- | --------------------------------------- | -------- | -------- | -------- | ---- |
| 1                   | 1   | マックス・フェルスタッペン | レッドブル-ホンダ・RBPT                 | 1:17.384 | 1:17.056 | 1:16.732 | 1    |
| 2                   | 63  | ジョージ・ラッセル         | メルセデス                              | 1:17.654 | 1:17.513 | 1:16.968 | 2    |
| 3                   | 44  | ルイス・ハミルトン         | メルセデス                              | 1:17.689 | 1:17.551 | 1:17.104 | 3    |
| 4                   | 14  | フェルナンド・アロンソ     | アストンマーティン・アラムコ-メルセデス | 1:17.832 | 1:17.283 | 1:17.139 | 4    |
| 5                   | 55  | カルロス・サインツ         | フェラーリ                              | 1:17.928 | 1:17.349 | 1:17.270 | 5    |
| 6                   | 18  | ランス・ストロール         | アストンマーティン・アラムコ-メルセデス | 1:17.873 | 1:17.616 | 1:17.308 | 6    |
| 7                   | 16  | シャルル・ルクレール       | フェラーリ                              | 1:18.218 | 1:17.390 | 1:17.369 | 7    |
| 8                   | 23  | アレクサンダー・アルボン   | ウィリアムズ-メルセデス                 | 1:17.962 | 1:17.761 | 1:17.609 | 8    |
| 9                   | 10  | ピエール・ガスリー         | アルピーヌ-ルノー                       | 1:18.312 | 1:17.574 | 1:17.675 | 9    |
| 10                  | 27  | ニコ・ヒュルケンベルグ     | ハース-フェラーリ                       | 1:18.029 | 1:17.412 | 1:17.735 | 10   |
| 11                  | 31  | エステバン・オコン         | アルピーヌ-ルノー                       | 1:17.770 | 1:17.768 |          | 11   |
| 12                  | 22  | 角田裕毅                   | アルファタウリ-ホンダ・RBPT             | 1:18.471 | 1:18.099 |          | 12   |
| 13                  | 4   | ランド・ノリス             | マクラーレン-メルセデス                 | 1:18.243 | 1:18.119 |          | 13   |
| 14                  | 20  | ケビン・マグヌッセン       | ハース-フェラーリ                       | 1:18.159 | 1:18.129 |          | 14   |
| 15                  | 21  | ニック・デ・フリース       | アルファタウリ-ホンダ・RBPT             | 1:18.450 | 1:18.335 |          | 15   |
| 16                  | 81  | オスカー・ピアストリ       | マクラーレン-メルセデス                 | 1:18.517 |          |          | 16   |
| 17                  | 24  | 周冠宇                     | アルファロメオ-フェラーリ               | 1:18.540 |          |          | 17   |
| 18                  | 2   | ローガン・サージェント     | ウィリアムズ-メルセデス                 | 1:18.557 |          |          | 18   |
| 19                  | 77  | バルテリ・ボッタス         | アルファロメオ-フェラーリ               | 1:18.714 |          |          | PL1  |
| NC                  | 11  | セルジオ・ペレス           | レッドブル-ホンダ・RBPT                 | DNF      |          |          | PL2  |
| 107% time: 1:22.800 |     |                            |                                         |          |          |          |      |
| ソース:             |     |                            |                                         |          |          |          |      |

- ^1 - ボッタスはパルクフェルメ下のマシンに変更を加えたためピットレーンからのスタート[11]。
- ^2 - ペレスは107%以内のタイムを記録していないが、スチュワードの判断により決勝への出走が認められた。また、パルクフェルメ下のマシンに変更を加えたためピットレーンからのスタート[12]。

## 決勝
2023年4月2日 15:00 AEST(UTC+10)（文章の出典）
優勝はマックス・フェルスタッペンで通算36勝目、2位にルイス・ハミルトン、3位にフェルナンド・アロンソ。
スタートタイヤはアルピーヌ勢とアルファロメオ勢はソフト、ニック・デ・フリース、ローガン・サージェントとピットレーンスタートのセルジオ・ペレスがハード、その他はミディアムを選択した。スタートの蹴り出しの良かったジョージ・ラッセルがトップに立ち、ハミルトンもフェルスタッペンをターン3でかわし、メルセデス勢が1-2となった。7番手のスタートのシャルル・ルクレールはランス・ストロールと接触、ターン3のグラベル上で止まったことにより、セーフティカー（以下SC）が導入された。4周目に再開したが7周目のターン7でアレクサンダー・アルボンがクラッシュし、2度目のSCが導入された。トップのラッセルなどがピットインしたが、その直後にマシンの回収とウォールの修復のために赤旗が掲示され、9周目で中断となる。15分後にスタンディングスタートでレースは再開した。12周目のターン8の立ち上がりからDRSを使用したフェルスタッペンがハミルトンをかわしトップに立った。前述のピットインで順位を落としたラッセルは13周目に4番手まで浮上したが、18周目にパワーユニットから出火し、ピットレーンの出口でマシンを止めた。これによりVSCが導入されたが19周目に解除され、レースは再開。その後、レース展開は落ち着き2番手のハミルトンから6番手のストロールまでがそれぞれ1秒弱という差でタイヤマネジメントをしながらも順位争いを繰り広げた。53周目に12番手を走っていたケビン・マグヌッセンはターン2のウォールに接触、3度目のSCが導入されたのち、赤旗が掲示されレースは56周目で2度目の中断。残り2周で再開となることから全車がソフトタイヤへ交換した。スタンディングスタートでレースは再開したが、ターン1でカルロス・サインツとアロンソが接触、後方ではサージェントとデ・フリースが接触、ターン2の立ち上がりではアルピーヌ勢同士が接触、ターン3ではストロールがコースアウトするなどアクシデントが多発し計4台がリタイア。3度目の赤旗が掲示されレースは中断した。この時点で残り12台となり、SC先導からローリングスタートで3度目のレース再開となったが、コース上での順位変動はなくレースは終了した。ただし、サインツはアロンソとの接触により5秒のタイムペナルティが課されたことから、4位から12位へ後退した。これにより角田裕毅は10位へ浮上、シーズン初ポイントを獲得した。

### レース結果
| 順位    | No. | ドライバー                 | コンストラクター                        | 周回数 | タイム/リタイア原因 | Grid | Pts. |
| ------- | --- | -------------------------- | --------------------------------------- | ------ | ------------------- | ---- | ---- |
| 1       | 1   | マックス・フェルスタッペン | レッドブル-ホンダ・RBPT                 | 58     | 2:32:38.371         | 1    | 25   |
| 2       | 44  | ルイス・ハミルトン         | メルセデス                              | 58     | +0.179              | 3    | 18   |
| 3       | 14  | フェルナンド・アロンソ     | アストンマーティン・アラムコ-メルセデス | 58     | +0.769              | 4    | 15   |
| 4       | 18  | ランス・ストロール         | アストンマーティン・アラムコ-メルセデス | 58     | +3.082              | 6    | 12   |
| 5       | 11  | セルジオ・ペレス           | レッドブル-ホンダ・RBPT                 | 58     | +3.320              | PL   | 11FL |
| 6       | 4   | ランド・ノリス             | マクラーレン-メルセデス                 | 58     | +3.701              | 13   | 8    |
| 7       | 27  | ニコ・ヒュルケンベルグ     | ハース-フェラーリ                       | 58     | +4.939              | 10   | 6    |
| 8       | 81  | オスカー・ピアストリ       | マクラーレン-メルセデス                 | 58     | +5.382              | 16   | 4    |
| 9       | 24  | 周冠宇                     | アルファロメオ-フェラーリ               | 58     | +5.713              | 17   | 2    |
| 10      | 22  | 角田裕毅                   | アルファタウリ-ホンダ・RBPT             | 58     | +6.052              | 12   | 1    |
| 11      | 77  | バルテリ・ボッタス         | アルファロメオ-フェラーリ               | 58     | +6.513              | PL   |      |
| 12      | 55  | カルロス・サインツ         | フェラーリ                              | 58     | +6.5941             | 5    |      |
| 132     | 10  | ピエール・ガスリー         | アルピーヌ-ルノー                       | 56     | DNF                 | 9    |      |
| 142     | 31  | エステバン・オコン         | アルピーヌ-ルノー                       | 56     | DNF                 | 11   |      |
| 152     | 21  | ニック・デ・フリース       | アルファタウリ-ホンダ・RBPT             | 56     | DNF                 | 15   |      |
| 162     | 2   | ローガン・サージェント     | ウィリアムズ-メルセデス                 | 56     | DNF                 | 18   |      |
| 172     | 20  | ケビン・マグヌッセン       | ハース-フェラーリ                       | 52     | DNF                 | 14   |      |
| Ret     | 63  | ジョージ・ラッセル         | メルセデス                              | 17     | DNF                 | 2    |      |
| Ret     | 23  | アレクサンダー・アルボン   | ウィリアムズ-メルセデス                 | 6      | DNF                 | 8    |      |
| Ret     | 16  | シャルル・ルクレール       | フェラーリ                              | 0      | DNF                 | 7    |      |
| ソース: |     |                            |                                         |        |                     |      |      |

- ^FL - ファステストラップの1点を含む
- ^1 - サインツは他車との接触により5秒のタイムペナルティ。
- ^2 - DNFだがレース距離の90%以上を走行したため規定により完走扱い

## 第3戦終了時点のランキング

### ワールド・チャンピオンシップ
|         | 順位 | ドライバー                 | ポイント | 1位との差 |
| ------- | ---- | -------------------------- | -------- | --------- |
|         | 1    | マックス・フェルスタッペン | 69       |           |
|         | 2    | セルジオ・ペレス           | 54       | -15       |
|         | 3    | フェルナンド・アロンソ     | 45       | -24       |
| 1       | 4    | ルイス・ハミルトン         | 38       | -31       |
| 1       | 5    | カルロス・サインツ         | 20       | -49       |
| ソース: |      |                            |          |           |

|         | 順位 | コンストラクター                        | ポイント | 1位との差 |
| ------- | ---- | --------------------------------------- | -------- | --------- |
|         | 1    | レッドブル-ホンダ・RBPT                 | 123      |           |
|         | 2    | アストンマーティン・アラムコ-メルセデス | 65       | -58       |
|         | 3    | メルセデス                              | 56       | -67       |
|         | 4    | フェラーリ                              | 26       | -97       |
| 5       | 5    | マクラーレン-メルセデス                 | 12       | -111      |
| ソース: |      |                                         |          |           |

- 注：いずれもトップ5まで掲載。

### DHLファステストラップアワード
|         | 順位 | ドライバー                 | 獲得数 |
| ------- | ---- | -------------------------- | ------ |
|         | 1    | マックス・フェルスタッペン | 1      |
| 1       | 2    | セルジオ・ペレス           | 1      |
| 1       | 3    | 周冠宇                     | 1      |
| ソース: |      |                            |        |

- 注：いずれもトップ5まで掲載。
- 注：ファストテストラップアワードは同数の場合、カウントバック方式がとられている。